# Nersia sertata
Nersia sertata är en insektsart som först beskrevs av Jacobi 1904.  Nersia sertata ingår i släktet Nersia och familjen Dictyopharidae. Inga underarter finns listade i Catalogue of Life.